# Mix FM
Mix FM (também conhecida como Rede Mix de Rádio) é uma rede de rádio brasileira fundada em 2004, a partir da Mix FM São Paulo, que está no ar desde 1995 como Rádio SP-1, passando a atuar com o atual nome em 1997. Possui afiliadas em 20 estados brasileiros: São Paulo, Amazonas, Rondônia, Pará, Piauí, Rio Grande do Norte, Paraíba, Alagoas, Bahia, Goiás, Mato Grosso, Minas Gerais, Espírito Santo, Rio de Janeiro, Paraná, Santa Catarina, Rio Grande do Sul, Ceará, Pernambuco, além do Distrito Federal. Assim sendo, está presente em todas as cinco regiões do Brasil.
A emissora tem como maior parte dos seus ouvintes os jovens, justamente pelo fato de tocar músicas do gênero pop. A emissora é operada pelo Grupo Mix de Comunicação, que pertence ao Grupo Objetivo e a sua sede fica na Rua Vergueiro, na cidade de São Paulo, SP.

## História
A primeira transmissão em rede ocorreu às 21h do dia 4 de julho de 2004. Nesse mesmo dia, também estrearam as suas três primeiras afiliadas em Santos, Guaratinguetá e em Campinas (esta foi substituída em 2010 por uma estação própria da rede).
Ainda nesse ano, a Mix começa a transmitir via satélite uma programação exclusiva para as suas afiliadas e a rádio chega em Avaré. Desde então, mais afiliadas foram lançadas, ao mesmo tempo que outras deixaram de existir.
Em janeiro de 2005, a Rede Mix estreia sua primeira afiliada em uma capital, tratava-se da Mix FM João Pessoa, promovendo também a estreia da Rede na região Nordeste do País, a emissora é controlada pelo Sistema Correio de Comunicação. O grupo também detém a Mix FM Campina Grande, cuja estreia foi em 2019.
Em 2007, a Rede Mix avança com a estreia de sua primeira afiliada no sul do país, tratava-se da Mix FM Blumenau, em Santa Catarina, frequência que até então era ocupada pela Jovem Pan FM Blumenau. A rádio encerrou seus trabalhos em 2011, porém voltou a transmitir a programação da Mix FM em 2021. Em fevereiro de 2011, a Mix se expande mais uma vez no estado, com o lançamento da Mix FM Litoral SC, em FM 95.5 MHz, através da cidade litorânea de Bombinhas. Em agosto de 2017, foi a vez de Criciúma também ganhar uma afiliada.
Em 2013, no Rio Grande do Sul, a Mix passou a contar com duas afiliadas, uma em Porto Alegre e a outra em Carazinho, e que estão em operação até os dias de hoje.
Já no Paraná, a rádio possui afiliadas em Maringá, Ponta Grossa, Foz do Iguaçu e Jacarezinho, o que faz do estado o segundo com mais afiliadas da rede, perdendo apenas para São Paulo. A Mix também teve duas passagens pela capital Curitiba e uma em Londrina, no norte do estado.
O sinal da emissora também chegou a ser transmitida via TV por assinatura na operadora Claro TV, mas em 1 de dezembro de 2017 a transmissão foi interrompida.
Diariamente, a empresa recebe estudantes de Comunicação em seus estúdios em São Paulo, Maringá, Manaus, Maceió (feito que ocorreu em 2017) e João Pessoa para a realização de trabalhos acadêmicos.

## Programas

### Atuais[14]
- As 3 Mais Pedidas
- Baú da Mix
- Club Mix
- Cover Mix
- Mix Acústico
- Mix News
- Mix Tudo
- No Break
- Papo Mix
- Super Mix
- Top Mix
- Top Mix Rolê Brasil

## Emissoras
Gerada pela Mix FM São Paulo, a Rede Mix de Rádio é formada pelas seguintes emissoras:

### Atuais
- Mix FM Arapiraca
- Mix FM Atibaia
- Mix FM Belém
- Mix FM Belo Horizonte
- Mix FM Blumenau
- Mix FM Brasília
- Mix FM Campina Grande
- Mix FM Capão Bonito
- Mix FM Fernandópolis
- Mix FM Fortaleza
- Mix FM Foz do Iguaçu
- Mix FM Guaratinguetá
- Mix FM Ji-Paraná
- Mix FM João Pessoa
- Mix FM Juiz de Fora
- Mix FM Maceió
- Mix FM Manaus
- Mix FM Maringá
- Mix FM Natal
- Mix FM Ponta Grossa
- Mix FM Porto Alegre
- Mix FM Recife
- Mix FM Rio
- Mix FM Rio Preto
- Mix FM Salvador
- Mix FM Santarém
- Mix FM São Carlos
- Mix FM Teresina
- Mix FM Uberlândia
- Mix FM Vitória